# Adenosma indianum
Adenosma indianum är en grobladsväxtart som först beskrevs av João de Loureiro, och fick sitt nu gällande namn av Elmer Drew Merrill. Adenosma indianum ingår i släktet Adenosma och familjen grobladsväxter. Inga underarter finns listade i Catalogue of Life.